# W. Arthur Lewis

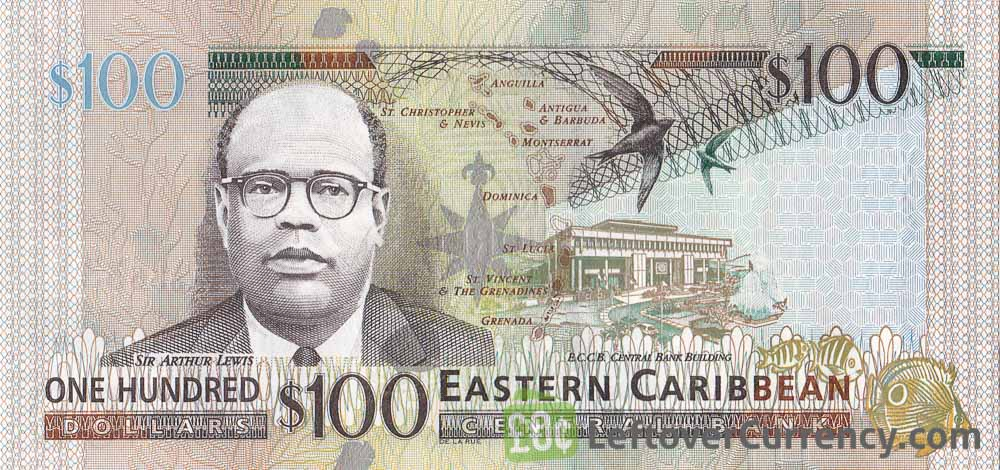
Arthur Lewis auf einer Banknote, 100 Ostkaribische Dollar

Sir William Arthur Lewis (* 23. Januar 1915 in Castries, St. Lucia; † 15. Juni 1991 in Saint Michael, Barbados) war ein britischer Ökonom und ist, gemeinsam mit Theodore W. Schultz, Träger des Alfred-Nobel-Gedächtnispreises für Wirtschaftswissenschaften des Jahres 1979. Er ist Entwickler des nach ihm benannten Lewis-Modells. Er versuchte aufzuzeigen, wie die Not in den Ländern der Dritten Welt durch geeignete wirtschaftliche Maßnahmen durch ein größeres Wirtschaftswachstum zu lindern wäre. Hierbei betrachtete er insbesondere die Industrie und Landwirtschaft in den Dritte-Welt-Staaten und ihre Abhängigkeiten von den Industriestaaten.

## Leben
Er war von 1938 bis 1948 Dozent an der London School of Economics and Political Science anschließend war er bis 1958 Professor für Wirtschaftspolitik an der Universität Manchester. Von 1959 bis 1962 war er Rektor des University College of West Indies. Er war seit 1957 Berater der Vereinten Nationen und 1970 bis 1973 Präsident der Karibischen Entwicklungsbank. Von 1963 bis 1983 war er Professor für Internationale Politik an der Universität Princeton.
1962 wurde Lewis in die American Academy of Arts and Sciences, 1966 in die American Philosophical Society und 1974 in die British Academy gewählt. Er wurde 1963 zum Knight Bachelor geschlagen und erhielt 1979 zusammen mit Theodore W. Schultz den Alfred-Nobel-Gedächtnispreis für Wirtschaftswissenschaften.
Im Jahr 1983 stand Lewis der American Economic Association als gewählter Präsident vor.

## Forschung
W. Arthur Lewis beschrieb sein Modell der dualen Wirtschaft, das später ihm zu Ehren auch Lewis-Modell genannt wurde, erstmals in dem 1954 erschienenen Artikel Economic Development with Unlimited Supplies of Labour. Mit dieser Veröffentlichung legte er nicht nur den Grundstein für die Entwicklung der Disziplin der Entwicklungsökonomie, sondern man kann sogar so weit gehen zu sagen, dass ein Großteil der darauf folgenden Literatur Erläuterungen der 1954 von Lewis formulierten Ideen sind. Auch die Verleihung des Alfred-Nobel-Gedächtnispreises für Wirtschaftswissenschaften 1979 steht im engen Zusammenhang mit der Entwicklung seines Modells der dualen Wirtschaft. Im Zuge seines Dualismusmodells gehört Lewis zu einer überschaubaren Gruppe, die die Frage nach der Entwicklung armer Länder schon in den 50er Jahren in den Mittelpunkt ihres wissenschaftlichen Arbeitens gestellt haben.
Als Vorarbeit für sein Modell diente Lewis das Studium der heute industrialisierten Länder, wobei er ein besonderes Augenmerk auf Großbritannien legt. Besonders beeinflusst wurde er dabei von den Arbeiten von Wirtschaftshistorikern wie Barbara und John Hammond oder T. S. Ashton, die sich mit der industriellen Revolution in Großbritannien beschäftigten. Lewis kam zu dem Schluss, dass auch die britische Industrialisierung und die darauf folgenden in Europa das System der überschüssigen Arbeitskräfte angewandt hatten. Lewis wollte dabei aber nicht, wie viele Kritiker glauben, dass die Industrialisierung, wie sie in Großbritannien vonstattengegangen ist, in den Entwicklungsländern wiederholt werde, da diese unkontrollierte Art von Industrialisierung im England des 19. Jahrhunderts zu Slumbildung und Elend eines großen Teil der Bevölkerung geführt hatte.
Die Grundüberlegung seines Modells liegt in der Verwerfung der neoklassischen Annahme, der Produktionsfaktor Arbeit sei limitiert. Lewis nimmt dieser Ansicht entgegengesetzt an, dass eine unlimitierte Anzahl von Arbeitskräften vorhanden ist. Dieser Grundannahme liegt Lewis’ Suche nach der Lösung für zwei Probleme zu Grunde: erstens die Frage, was die relativen Preise für Stahl und Kaffee festlegt, und zweitens die Frage, wieso die Löhne während der industriellen Revolution, obwohl die Gewinne stiegen, dennoch konstant geblieben sind. Den Moment der Erkenntnis und somit die Geburtsstunde des Modells der dualen Wirtschaft beschreibt Lewis in einer selbst verfassten Biographie wie folgt: „One day in August, 1952, walking down the road in Bangkok, it came to me suddenly that both problems have the same solution. Throw away the neoclassical assumption that the quantity of labour is fixed.“
Des Weiteren nimmt Lewis eine Dualität des Marktes an und differenziert zwischen einem traditionellen Agrarsektor und einem modernen Industriesektor. Der Agrarsektor dient dabei dem Industriesektor als andauernde und unlimitierte Versorgung mit Arbeitskräften.
Definition der beiden Sektoren:
- traditioneller Agrarsektor: niedrige Löhne, niedrige Produktivität, wenig Kapital, keine Modernisierung
- moderner Industriesektor: hohe Löhne, kapitalintensiv, Investitionen, Modernisierung[13]

Grundsätzlich geht es um einen Arbeitskräfteübergang zwischen den beiden genannten Wirtschaftssektoren. Die überschüssigen Arbeitskräfte des Agrarsektors sollen in den Industriesektor wechseln und dort die Produktivität steigern und somit Wachstum, Industrialisierung und Modernisierung anregen. Da der industrielle Sektor stark wächst, kann dieser alle überschüssigen Arbeitskräfte aufnehmen. Dabei gilt jedoch zu beachten, dass durch die Arbeitskräfte, die dem Agrarsektor verloren gehen, die Produktivität und somit der Output desselben nicht negativ beeinflusst wird. Grundlage dieser Theorie ist die Annahme, dass der Agrarsektor einen limitierten Input und zwar Land besitzt und es daher eine Anzahl an Arbeitern gibt, die nicht essentiell am Output beteiligt sind und deren Produktivität vernachlässigbar und somit gleich 0 ist. Wenn diese überschüssigen Arbeiter nun in den Industriesektor wechseln, erhalten sie die Produktivität 1, ohne dabei den Output des Agrarsektors zu beeinträchtigen. Der Output des Agrarsektors bleibt also gleich, wobei die Produktion im Industriesektor steigt.
Einhergehend mit diesem Arbeitskräfteübergang kommt es auch zu steigenden Löhnen. Da, wie schon erwähnt, die abwandernden Arbeitskräfte des Agrarsektors dessen Produktivität nicht senken, erhalten diejenigen, die im traditionellen Sektor verblieben sind, höhere Löhne. Im modernen Sektor sind die Löhne dahingehend in der frühen Phase der Industrialisierung eher niedrig. Die steigenden Löhne im Agrarsektor führen über kurz oder lang zu einem Stopp des Arbeitskräfteüberganges, und wenn dieser Wendepunkt erreicht ist, wenn also das Arbeitskräfteangebot erschöpft ist, führt das wirtschaftliche Wachstum zu einem allgemeinen Anstieg des Lohnniveaus.
Die wichtigsten Akteure dabei stellen die Unternehmer des modernen Sektors dar, denn nur wenn sie ihre Profite reinvestieren, kann es zu weiterem Wachstum kommen. Treibende Kraft der Industrialisierung ist also eine kapitalistische Klasse, die Unternehmer.

## Kritik
Theodore W. Schultz, der gemeinsam mit Lewis den Alfred-Nobel-Gedächtnispreis erhielt, argumentiert gegen das Lewis-Modell mit zahlreichen Studien des Agrarsektors, die beweisen, dass die vom Agrarsektor abgezogenen Arbeitskräfte durchaus den Output des traditionellen Sektors negativ beeinflussen. Er bezweifelte also Lewis Annahme, dass viele Arbeitskräfte im Agrarsektors eine Produktivität von 0 besitzen und somit nicht am Output beteiligt sind.
Lewis legt den Schwerpunkt auf eine geschlossene Ökonomie, in der es nur marginal zu Austausch zwischen den zwei Wirtschaftssektoren kommt. Eine große Ausnahme stellt hier jedoch der Übergang von Arbeitskräften dar. Jedoch war dieser Punkt seiner Dualismustheorie häufiger Angriffspunkt für Kritiker und auch er selbst erkannte, dass der Großteil der weltweiten Ökonomien nicht geschlossen war. Aus diesem Grund begann er sich später verstärkt den offenen Wirtschaften zuzuwenden, womit er auch Erklärungen für den schleppenden ökonomischen Wandel in vielen unterentwickelten Ländern fand.
Ein Hauptkritikpunkt an Lewis Theorie wird seine reine Konzentration auf wirtschaftliches Wachstum und der Vernachlässigung von Faktoren wie Armut und ungleiche Verteilung gesehen, die bei einer heutigen Auseinandersetzung wohl im Mittelpunkt stehen würden. In einem modifizierten Lewis-Modell müssten Länder also zusätzlich Investitionen im Bereich der sozialen Sicherheit sowie zur Minimierung von Ungleichheiten tätigen, um soziale Spannungen und politische Instabilität zu vermeiden.
Kritik wird außerdem an der Vernachlässigung der Entwicklung des Agrarsektors geübt, die einhergehend mit der Förderung der Industrialisierung vonstattengeht. Auch die übermäßige Arbeitsmigration zum modernen Sektor wird beanstandet, vor allem im Licht der steigenden städtischen Arbeitslosigkeit in vielen Entwicklungsländern.

## Rezeption
Nach Ansicht des Entwicklungsökonomen Hans-Heinrich Bass kann die Theory of Economic Growth als eine Blaupause für staatliches Engagement in der Wirtschaft nahezu aller Entwicklungsländer bis Mitte der 1970er Jahre angesehen werden. Der vordringende Staatspessimismus habe die weitere Rezeption beendet. Zudem werde heute das dualistische Denken als inadäquat angesehen – sowohl im globalen Maßstab (v. a. durch die Differenzierung der Entwicklungsländer in Newly Industrializing und Least Developed Countries) als auch im Rahmen der Entwicklungsländer selbst (etwa durch die Anerkennung des informellen Sektors als eigener Produktionsweise jenseits von traditionellem und modernem Sektor).

## Veröffentlichungen
- The Theory of Economic Growth. R. D. Irwin, 1955
  - Die Theorie des wirtschaftlichen Wachstums. Mohr (Siebeck), Tübingen 1956